# ING1
El inhibidor de la proteína de crecimiento 1 (ING1) es una proteína codificada en humanos por el gen ing1.
ING1 es una proteína supresora de tumores que puede inducir la parada del crecimiento celular y la apoptosis. Es una proteína nuclear que interacciona físicamente con la proteína supresora de tumores TP53 y es un intermediario de la vía de señalización p53. La reducción de la expresión o el reordenamiento de este gen han sido detectados en diversos tipos de cáncer. Se han descrito múltiples variantes transcripcionales que codifican distintas isoformas de la proteína ING1.
El gen ing1 se encuentra localizado en el cromosoma 13, cerca de los siguientes genes:
- CARKD: proteína con un dominio carbohidrato quinasa (función desconocida).
- COL4A2: subunidad A2 del colágeno de tipo IV.
- RAB20: regulador potencial del tráfico de la conexina 43.
- CARS2: ARNt-cisteinil sintetasa mitocondrial 2.

## Interacciones
La proteína ING1 ha demostrado ser capaz de interaccionar con:
- HDAC1[4][5]
- DMAP1[6]
- PCNA[7]
- SIN3A[5]
- SAP30[5]
- p53[8][9]
- SMARCC1[5]
- CREBBP[4]
- SMARCA4[5]